# Icy ball

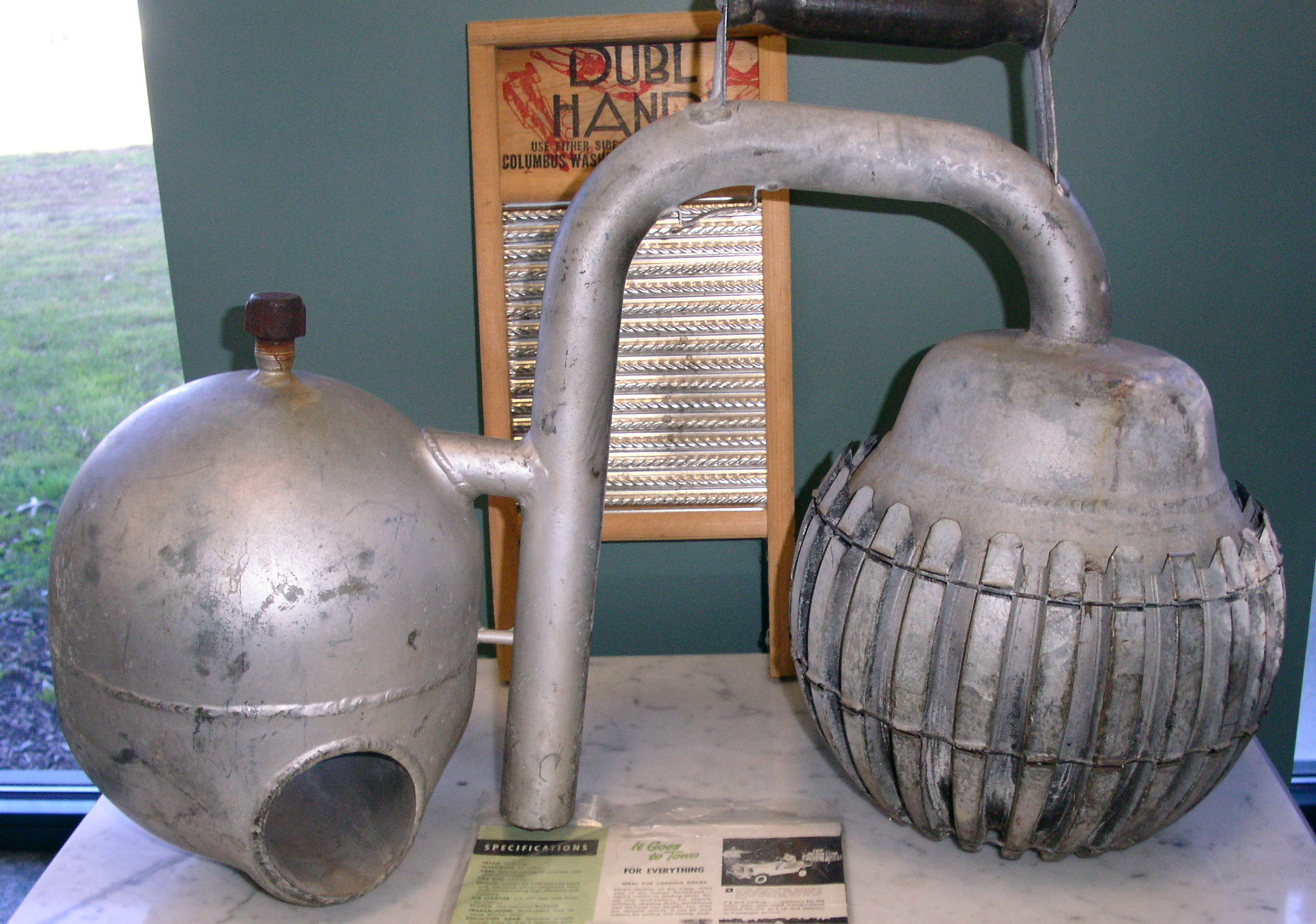
Icy Ball в музее. Имеет выемку в «холодном» шаре (слева), куда помещается контейнер для приготовления пищевого льда

Icy Ball (с англ. — «ледяной шар») — оригинальная конструкция холодильного агрегата, которую изобрёл в 1923 году австралиец Эдвард Халлстром и запатентовал в 1929 Дэвид Форбс Кейт. Холодильный агрегат представлял собой абсорбционный холодильник периодического действия упрощённой конструкции, позволявший производить холод без использования электричества.

## Устройство и принцип работы
Icy Ball представлял собой две ёмкости шарообразной формы, «горячую» (с ребристой поверхностью) и «холодную», соединённые трубкой. Горячая ёмкость заполнялась аммиачной водой.
Перед началом работы Icy Ball необходимо было «зарядить» в течение 3 часов. Для этого «горячий» шар нагревали, например на примусе или на дровяной печке, а «холодный» шар в это время нужно было охлаждать, поместив его, к примеру, в ёмкость с водой. При этом пары аммиака выходят из аммиачной воды, конденсируясь в «холодном» шаре. После окончания зарядки «холодный» шар оказывается заполненным жидким аммиаком, а в «горячем» остаётся слабый раствор аммиака.
После того, как «горячий» шар остывает, отдавая тепло в атмосферу, вода начинает абсорбировать пары аммиака. В результате давление снижается, и аммиак в «холодном» шаре начинает испаряться, поглощая тепло. Таким образом он переносит тепло из «холодного» шара в горячий. Будучи «заряженным», Icy Ball способен производить холод около суток.

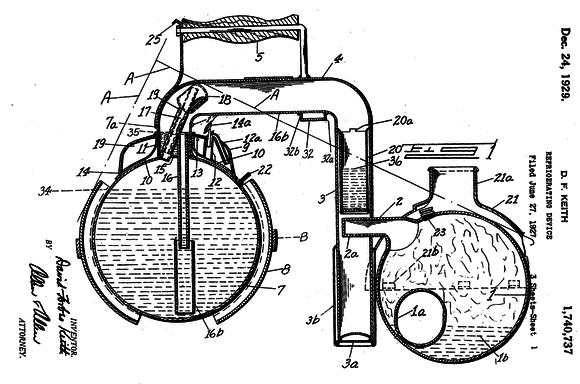
Icy Ball в разрезе, устройство
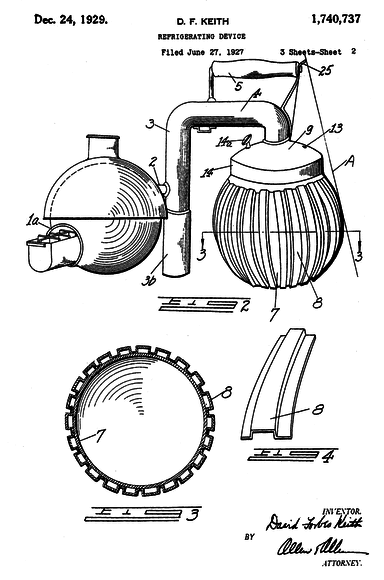
Внешний вид Icy Ball и некоторые конструктивные элементы
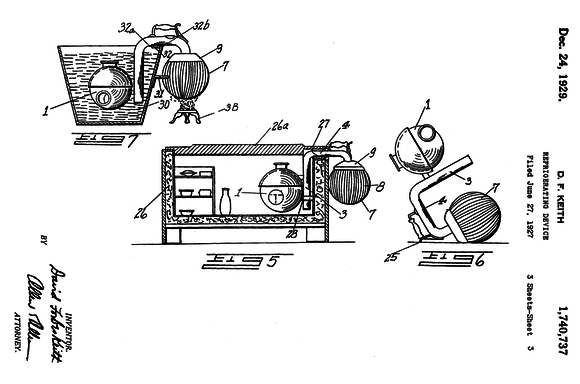
Показаны варианты использования Icy Ball